# Двестагодишен човек
 Тази статия е за научнофантастичния филм от 1999 година.  За едноименния разказ на Айзък Азимов, по който филмът е създаден, вижте Двестагодишният човек.  
„Двестагодишен човек“ (на английски: Bicentennial Man) е американско-германски научнофантастичен филм от 1999 с участието на Робин Уилямс, създаден по известния едноименен разказ на Айзък Азимов.

## Сюжет
Внимание:  Текстът по-долу разкрива сюжета на произведението (или части от него)!
Филмът разказва историята на робота Андрю Мартин (Робин Уилямс), който е ранен прототип андроид. Андрю, както го наричат във филма, е закупен от семейство Мартин през август 2005, за да помага на семейството и почти веднага е намразен от по-голямото дете, което поражда редица конфликти. Тези конфликти разкриват способността на Андрю да изпитва човешки чувства, а той постепенно се привързва към по-малкото дете Аманда Мартин (Хали Кейт).
В края на краищата, Андрю напуска семейството, но запазва връзката си с Аманда, а после и с нейната внучка Порша. В продължение на двестагошното си съществуване, Андрю приема една след друга все повече човешки черти. Той изпитва силно желание да стане истински човек и постепенно променя тялото си с помощта на бионични транспланти, като дори става смъртен. Скоро след смъртта си Андрю бива признат официално за най-стария човек, починал на двестагодишна възраст.
Филмът донякъде се отклонява от сюжета на оригиналния разказ. Въведени са нови действащи лица. Хуманизмът на разказа обаче е напълно запазен.
1. ↑  uflix.me